# Нагарія
Нагарія (івр. נַהֲרִיָּה) — місто в Північному окрузі Ізраїлю, третє за величиною місто округу.
Населення міста становить 49,3 тис. осіб (2004).

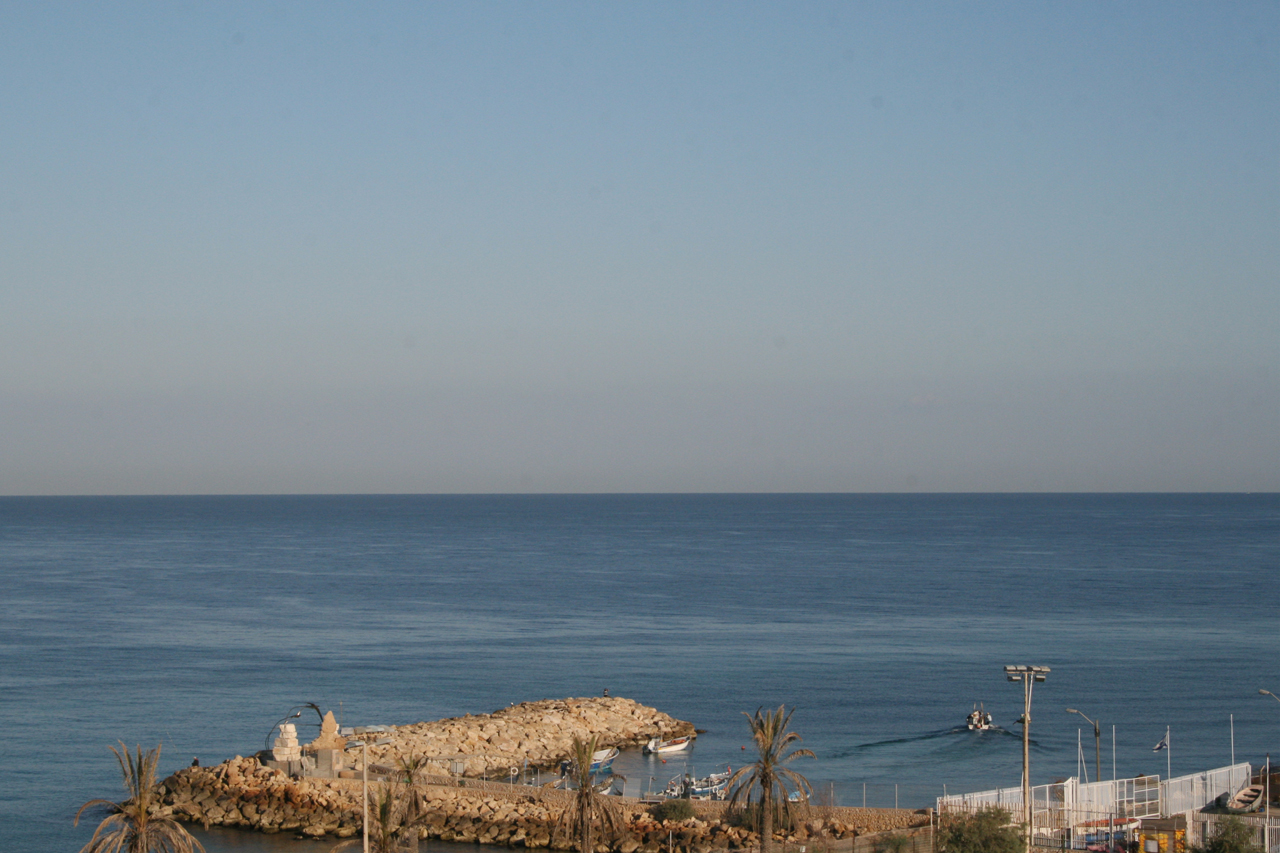
Пірси
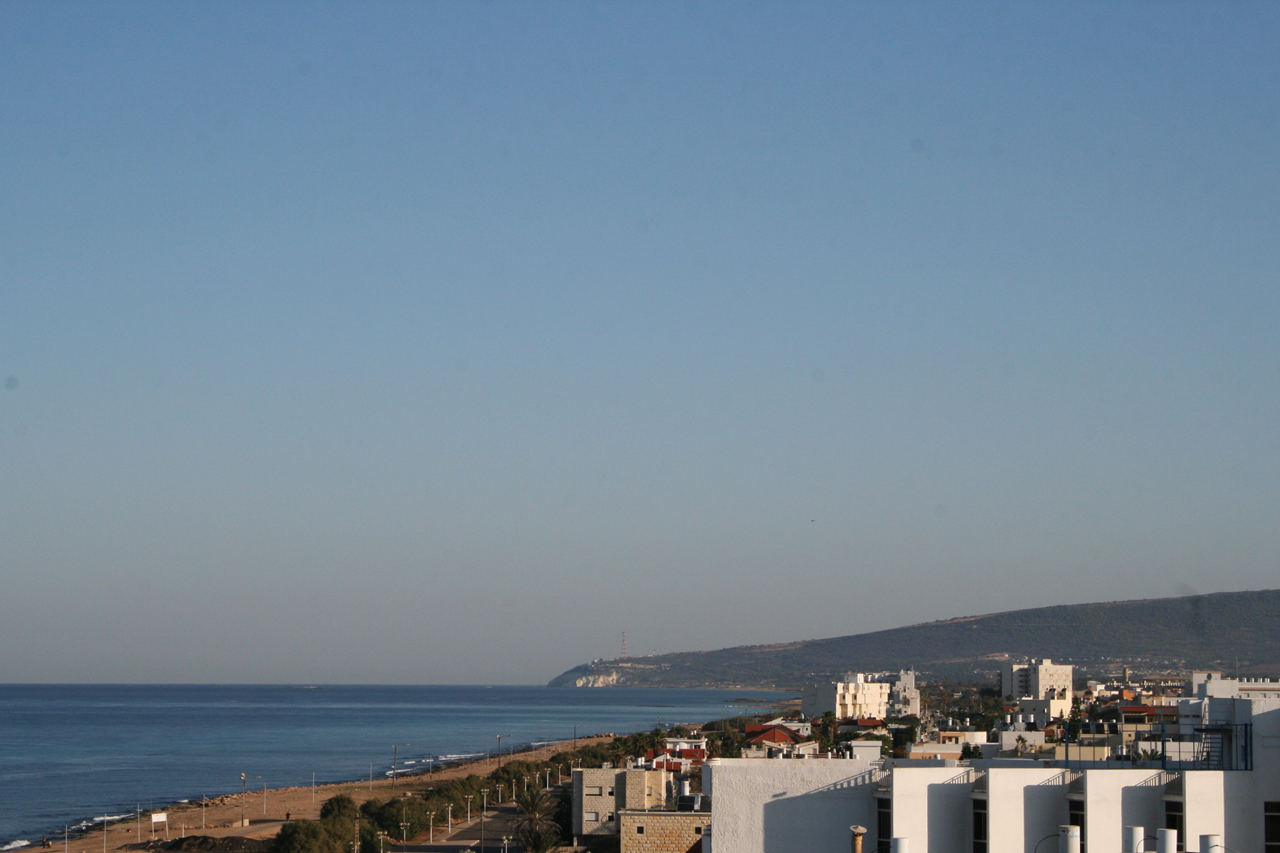
Рош-Ханікра
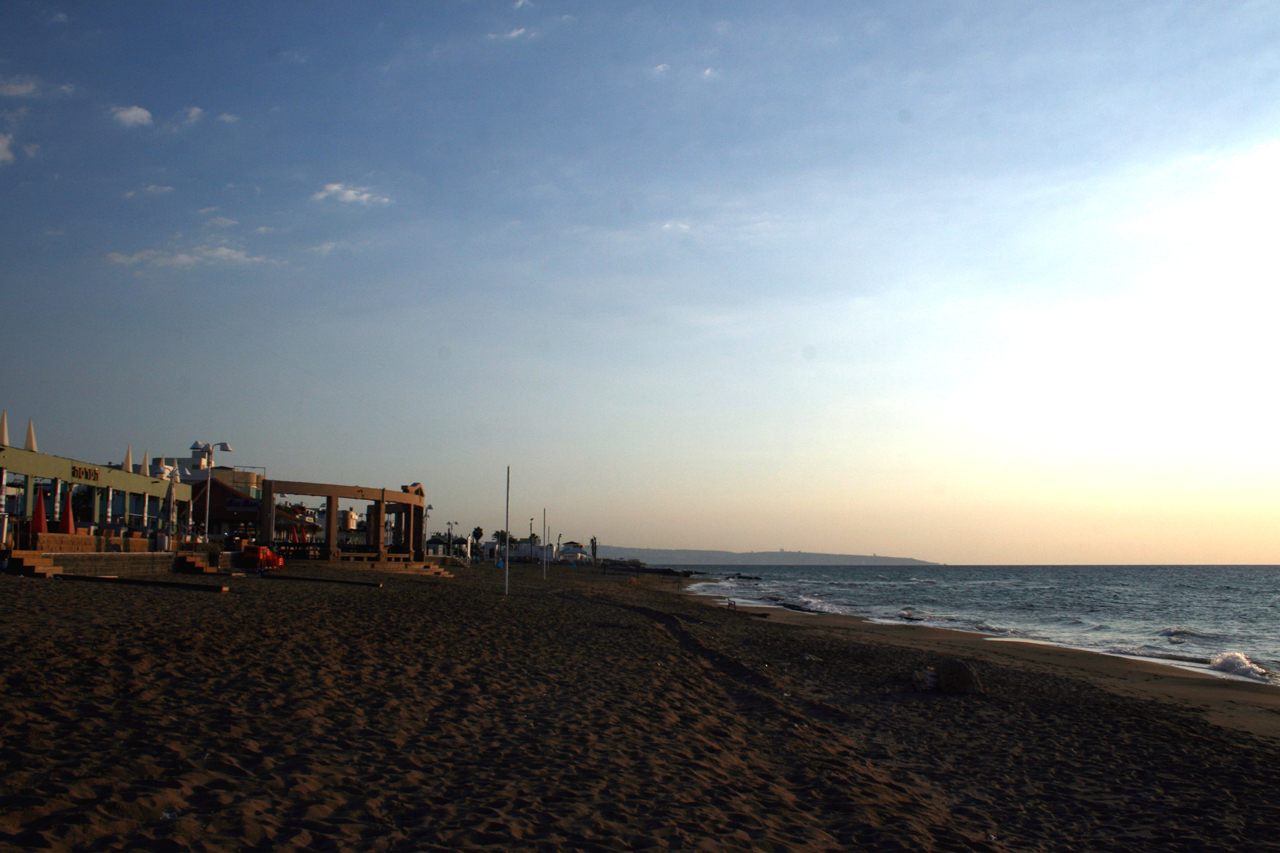
На пляжі
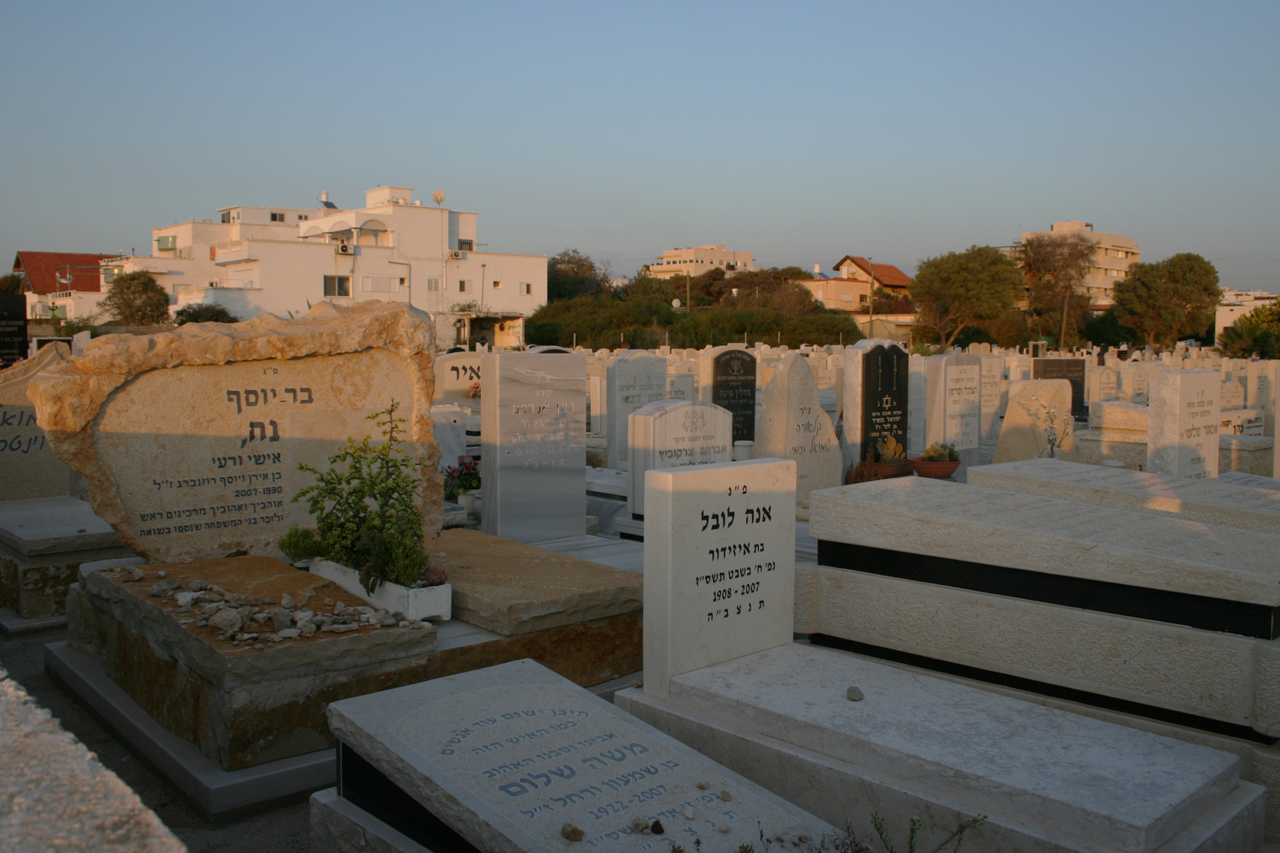
Цвинтар

## Відомі уродженці і жителі
уродженці
- Гілад Шаліт (нар. 1986) — ізраїльський солдат
- Циганков Віктор Віталійович (нар. 1997) — український футболіст

жителі
- Стеф Вертхаймер (нар. 1926) — ізраїльський підприємець, мільярдер, у 1952 році створив у Нагарії фірму «Іскар»(інші мови)
- Малахов Віктор Аронович (нар. 1948) — український філософ, професор, з 2015 році живе у Нагарії